# Принцип лімітуючих факторів
При́нцип ліміту́ючих фа́кторів — це кілька законів екології, що аналізують вплив екологічних факторів на живі організми (рослини, тварини). Твердження закону: якщо хоч один екологічний фактор виходить за межі діапазону толерантності, він стає обмежувальним. Коли значення такого фактора ще не досягло летальної межі, але вже вийшло із зони оптимуму, організм відчуває фізіологічний стрес. Наприклад: в гірських районах — це гірська хвороба, а на рівнині за підвищеного вмісту у воді нітратів — загальна кволість і депресія. Такий стан відображає невідповідність багатовимірних ніш і в горах, і на рівнині зонам оптимуму людини, принаймні стосовно деяких екологічних факторів.

## Закони принципу лімітуючих факторів

### Закон мінімуму Лібіха
У 1840 році німецький вчений хімік Юстус фон Лібіх обґрунтував правило про обмежуючі або лімітуючі фактори. Це правило так і називається правилом або законом Лібіха. Воно стверджує, що якщо хоч один з екологічних факторів, які впливають на організм, наближається до мінімальної величини, то, незважаючи на оптимальне значення інших факторів, особинам загрожує загибель. Цей фактор називають обмежуючим або лімітуючим.

### Закон толерантності Шелфорда
У 1913 році американський зоолог В. Шелфорд сформулював закон або правило толерантності, згідно з яким існування виду визначається не тільки фактором, який знаходиться у мінімумі, але і фактором, рівень якого наближається до максимуму.

### Правило екологічної індивідуальності
Правило екологічної індивідуальності сформулював у 1924 році російський вчений Л.Г. Раменський. Суть його полягає в тому, що екологічні спектри окремих видів не збігаються навіть у особин одного виду. Це пояснюється тим, що особини одного виду мають різну спадковість і різні фізіологічні особливості. Правило справедливе як для рослин, так і для тварин. Наприклад, різні стадії розвитку метелика Огневика мають різне значення граничної температури їх розвитку. Для гусениці це +7°С, для імаго — +22°С, для яйця +27°С.

### Взаємодія факторів
Усі фактори впливають на організм одночасно. Тому зона оптимуму на графіку може зміститись залежно від сили впливу іншого фактора.
Наприклад, спеку легше переносити в сухому, а не вологому кліматі. Або загроза замерзнути більша за умови морозу з сильним вітром.
Взаємна компенсація факторів також має певні межі. Наприклад, у полярних пустелях дефіцит тепла не може замінити вологість або сильне освітлення.